# カミカゼ (dpsの曲)
「カミカゼ」は、日本のロックバンド・dpsの2作目のシングル。2019年6月19日に発売された。

## 概要
「あの頃は何もわからなかった」は元メガデスのギタリスト、マーティ・フリードマンとのコラボレーション。Polyphiaと共に行ったアジアツアー中に木村涼介のスウィートスポットを見つけたマーティ・フリードマンが、「絶対、何か一緒にやろう！」と約束したことがこの曲の誕生のきっかけとなった。森丘直樹とマーティーの細かいアレンジ作業のやり取りの上で壮大なロックバラードとなった。

## 収録曲
1. カミカゼ
2. キャンドルに火をつけて
3. 夜の飛行機
4. あの頃は何もわからなかった（with Marty Friedman）

## 参加ミュージシャン
- 木村涼介 - Vocal
- 森丘直樹 - Guitar、Chorus
- 安井剛志 - Bass、Chorus
- 川村篤史 - Drums、Chorus
  - マーティ・フリードマン - Guitar (#4)
  - 大楠雄蔵（Sensation） - Keyboads

## タイアップ
- 日本テレビ系『バズリズム02』6月度エンディング・テーマ (#4)